# تشارلز إدوارد سميث
تشارلز إدوارد سميث (بالإنجليزية: Charles Edward Smith)‏ هو كاتب غير روائي أمريكي، ولد في 8 يونيو 1904 في Thomaston, Connecticut ‏ في الولايات المتحدة، وتوفي في 16 ديسمبر 1970 في نيويورك في الولايات المتحدة.